# Jérémy Clément
Pour les articles homonymes, voir Clément.
Jérémy Clément, né le 26 août 1984 à Béziers, est un footballeur français reconverti entraîneur qui évolue au poste de milieu défensif dans les années 2000 et 2010.

## Biographie

### Jeunesse et formation
Né à Béziers, Jérémy Clément grandit à Rives (Isère) et fait ses premiers pas dans le club de football local, Rives Sport Football. On le surnomme alors le petit Zidane du Pays voironnais. Dès l'âge de 13 ans, il rejoint le centre de formation de l'Olympique lyonnais.

### Carrière en club

#### Olympique lyonnais (2003-2006)
Il évolue au sein des différentes équipes de jeunes du club rhodanien, puis intègre l'équipe réserve et signe son premier contrat professionnel en 2003. Il participe à son premier match de Ligue 1 le 24 avril 2004, contre le Stade rennais (victoire 3-0). 
Le 24 novembre 2004, Jérémy Clément fait ses débuts en Ligue des champions, entrant en jeu à la fin de la rencontre de premier tour contre Manchester United (défaite 2-1). Quelques jours plus tard, il est titulaire au sein d'une équipe rajeunie lors du match qui a lieu le 8 décembre contre le Sparta Prague (victoire 5-0). Il joue l'intégralité de la rencontre et se fait remarquer par la qualité de ses prestations, réussissant 83 passes sur les 92 effectuées,. Le 8 février 2005, il connait sa première convocation en équipe de France espoirs à l'occasion du match amical contre la Suède et est titulaire lors de la rencontre (1-1). Le 18 février, il marque son premier but en Ligue 1 à la 89e minute du match de championnat contre l'AS Monaco, offrant l'égalisation à son équipe (1-1).
Lors de la saison 2005-2006, il participe à six matchs de Ligue des champions et remporte son troisième titre de champion de France avec l'Olympique lyonnais, mais dans un contexte de vive concurrence au sein du milieu de terrain, il n'est titularisé qu'à six reprises en championnat. Début octobre 2006, il est appelé par René Girard en équipe de France espoirs pour les matchs de préparation à l'Euro 2006, mais ne fait pas partie du groupe convoqué pour les phases finales qui se déroulent du 23 mai au 4 juin au Portugal.

#### Glasgow Rangers (2006-2007)
Au mercato d'été 2006, Jérémy Clément est transféré aux Glasgow Rangers. Il rejoint Paul Le Guen, son ancien entraîneur en 2004-2005 à l'Olympique lyonnais, pour une indemnité de 1,1 million de livres sterling. Il dispose désormais de temps de jeu sous ses nouvelles couleurs, mais la démission de Paul Le Guen du club écossais, le 4 janvier 2007, l’amène à précipiter son départ.

#### Paris Saint-Germain (2007-2011)
Jérémy Clément est immédiatement convoité par l'Olympique lyonnais qui souhaiterait son retour du fait de la blessure d'Alou Diarra et des menaces de suspension qui pèsent sur Jérémy Toulalan en Ligue des champions, mais le 24 janvier, il signe au PSG à la suite de Paul Le Guen qui devient le nouvel entraîneur du club parisien. L'indemnité de transfert avoisine les 2 millions d'euros. La fin de saison va s'avérer difficile. L'équipe est rapidement éliminée en quart de finale de coupe de France et en huitième de finale de la coupe UEFA, et lutte à partir de mars pour éviter la relégation, n'assurant son maintien en Ligue 1 que lors de l'avant-dernière journée du championnat en battant Troyes sur le score de 2-1.  
Lors de la saison 2007-2008, le PSG continue d'évoluer en bas de tableau et Jérémy Clément va prendre une part active à son maintien parmi l'élite. Après une victoire contre l'AJ Auxerre en avril 2008, le PSG redresse la barre et lors de la 37e et avant dernière journée du championnat, Clément inscrit le but égalisateur face à Saint-Étienne permettant au PSG de disposer d'une avance d'un point sur ses concurrents directs Lens et Toulouse. Le PSG se maintient finalement de justesse en Ligue 1 grâce à une victoire à l'arraché à Sochaux et un doublé d'Amara Diané. Paradoxalement, le club parisien réalise durant la saison un parcours brillant en coupe de la Ligue, et remporte le titre le 27 mars contre le RC Lens, obtenant par la même occasion sa qualification pour la coupe UEFA 2008-2009.
La troisième saison de Jérémy Clément au PSG voit l'arrivée au club parisien de Claude Makélélé, 36 ans mais toujours l'un des meilleurs mondiaux au poste de milieu défensif. La place de titulaire de Clément est sérieusement mise en cause d'autant que Paul Le Guen choisit en début de saison de n'utiliser qu'un seul récupérateur, Stéphane Sessègnon étant placé plus bas, comme relayeur axial. Clément joue moins. Mais dès l'automne, l'équipe type est modifiée : Ludovic Giuly évolue désormais en soutien de l'avant centre, et Sessègnon retrouve un poste de milieu offensif. Clément revient en grâce, au moment où le niveau de jeu et les résultats du PSG s'améliorent. Clément se libère au côté de Makélélé et participe davantage au jeu offensif, tandis que le club parisien connaît un spectaculaire redressement, terminant sixième du championnat et atteignant les demi-finales en coupe de la Ligue.
Pendant l'intersaison 2009, le contrat de Paul Le Guen n'est pas renouvelé et Antoine Kombouaré prend sa place au poste d'entraineur. À la suite des bonnes prestations de Jérémy Clément en association avec Claude Makélélé et de sa remarquable combativité, le nouvel entraîneur parisien reconduit le duo de milieux de terrain durant la saison 2009-2010 et Clément sera titularisé à trente trois reprises en championnat. Il s'illustre offensivement en marquant trois fois, dont un but assurant la victoire de son équipe le 28 novembre 2009 contre l'AJ Auxerre (1-0). Le 1er mai 2010, la victoire du PSG 1-0 contre l'AS Monaco lui permet d'obtenir son premier titre en coupe de France.
Lors de la saison 2010-2011, le jeune milieu de terrain Clément Chantôme parvient à s'imposer durablement au sein de l'équipe professionnelle du Paris Saint-Germain et la place de Jérémy Clément va s'en trouver fragilisée. Il ne sera plus titularisé qu'à huit reprises en championnat et occupera régulièrement le banc des remplaçants.

#### AS Saint-Étienne (2011-2017)
À la recherche d'un projet sportif ambitieux pour se relancer, Jérémy Clément a finalement choisi le 25 juillet 2011 de signer un contrat de 3 ans avec l'AS Saint-Étienne.
Il fait ses débuts pendant la préparation estivale. Dès le 27 juillet, il honore sa première titularisation face à Rio Ave (1-1), puis est buteur lors du match test face à Evian Thonon Gaillard le 30 juillet : score final 3-0 pour Saint-Étienne. Il dispute son premier match de championnat le 7 août face aux Girondins de Bordeaux, qui voit la victoire de Saint-Étienne 2-1 au stade Jacques Chaban Delmas. Il joue rapidement un rôle majeur au sein de l'équipe stéphanoise par la qualité et la régularité de ses prestations au niveau de la récupération des ballons et de la relance, et sera titularisé 35 fois en championnat par Christophe Galtier pendant la saison 2011-2012.   
Élément incontournable du groupe stéphanois lors de la brillante saison 2012-2013, Jérémy Clément est victime le 2 mars 2013 d'un violent tacle non maîtrisé de Valentin Eysseric à la 24e minute du match opposant son équipe à l'OGC Nice, rencontre de championnat décisive pour départager les deux équipes à la lutte pour une place européenne.  Il sort sur une civière et est rapidement conduit à l'hôpital Nord de Saint-Étienne où il est immédiatement opéré par le docteur Rémi Philippot. Il souffre d'une triple fracture ouverte du tibia/péroné. Cette grave blessure entraîne une fin de saison prématurée et une indisponibilité de 5 à 6 mois, sans complication. Le jeune espoir du club Josuha Guilavogui prend sa place au poste de milieu défensif. Jérémy Clément reprend finalement l'entrainement collectif le 18 juillet 2013, puis fait son retour sur le terrain le 1er août, lors du match de Ligue Europa opposant l'AS Saint-Étienne au Milsami Orhei (victoire 3-0), remplaçant Josuha Guilavogui en fin de rencontre. Le 26 août 2013, Jérémy Clément prolonge son contrat à L'AS Saint-Étienne jusqu'en juin 2016. Le 10 mai 2015 il marque son premier but sous les couleurs de l'AS St Étienne lors de la 36e journée de L1, où les verts ont gagné 5 buts à 0 contre l'OGC Nice à Geoffroy-Guichard.
Pièce essentielle du dispositif mis en place par son entraineur Christophe Galtier, il prolonge à nouveau de 2 ans son contrat en mai 2015. Il est donc lié au club stéphanois jusqu'en 2018.

#### AS Nancy-Lorraine (2017-2019)
En août 2017, Jérémy Clément s'engage pour une durée de deux ans en faveur de l'AS Nancy-Lorraine.
A l'issue de son contrat en 2019 il décide de quitter le club.

#### Retour dans le monde amateur au FC Bourgoin-Jallieu (2019-2020)
Le 25 juin 2019 Jérémy Clément signe au FC Bourgoin-Jallieu, un club du département de son enfance. Le club évolue en National 3 pour la saison 2019-2020. Cela représente le 5e échelon du football français.
Le 17 avril 2020, il annonce la fin de sa carrière à la suite de l'arrêt des championnats amateurs due à la pandémie de COVID-19.

### Après-carrière (depuis 2020)
Après l'annonce de sa retraite, il devient co-entraîneur du FC Bourgoin-Jallieu.
En juin 2021, après un an de formation au CNF Clairefontaine, il est diplômé du DESJEPS mention football.
Il est nommé en Février 2024, coach adjoint de Bruno Irles au RWD Molenbeek. Il quitte le club en même temps que ce dernier, après 5 matchs.
Il dirige le FC Versailles (National 1) en octobre et novembre 2024 (2 matches de Coupe de France - 2 qualifications et 4 matches de championnat -  4 victoires (dont l'une aux tirs au but) et 2 défaites).
Il devient coach du FC2A pour la saison 2025/2026, club situé en Auvergne Rhône-Alpes à Grenoble et évoluant en Régional 2. 

## Statistiques
| Saison                | Club                  | Championnat           | Championnat | Championnat | Coupe nationale | Coupe nationale | Coupe de la Ligue | Coupe de la Ligue | Supercoupe | Supercoupe | Compétition(s) continentale(s) | Compétition(s) continentale(s) | Compétition(s) continentale(s) | Total | Total |
| Saison                | Club                  | Division              | M.          | B.          | M.              | B.              | M.                | B.                | M.         | B.         | Comp.                          | M.                             | B.                             | M.    | B.    |
| 2003-2004             | Olympique lyonnais    | Ligue 1               | 2           | 0           | 1               | 0               | -                 | -                 | -          | -          | -                              | -                              | -                              | 3     | 0     |
| 2004-2005             | Olympique lyonnais    | Ligue 1               | 18          | 1           | 2               | 0               | 1                 | 0                 | -          | -          | C1                             | 4                              | 0                              | 25    | 1     |
| 2005-2006             | Olympique lyonnais    | Ligue 1               | 15          | 0           | 3               | 0               | 1                 | 0                 | 1          | 0          | C1                             | 6                              | 0                              | 26    | 0     |
| Sous-total            | Sous-total            | Sous-total            | 35          | 1           | 6               | 0               | 2                 | 0                 | 1          | 0          | -                              | 10                             | 0                              | 54    | 1     |
| 2006-2007             | Glasgow Rangers       | Premier League        | 19          | 0           | -               | -               | 1                 | 0                 | -          | -          | C3                             | 3                              | 0                              | 23    | 0     |
| Sous-total            | Sous-total            | Sous-total            | 19          | 0           | -               | -               | 1                 | 0                 | -          | -          | -                              | 3                              | 0                              | 23    | 0     |
| 2006-2007             | Paris Saint-Germain   | Ligue 1               | 9           | 0           | 1               | 0               | -                 | -                 | -          | -          | -                              | -                              | -                              | 10    | 0     |
| 2007-2008             | Paris Saint-Germain   | Ligue 1               | 38          | 1           | 2               | 0               | 5                 | 0                 | -          | -          | -                              | -                              | -                              | 45    | 1     |
| 2008-2009             | Paris Saint-Germain   | Ligue 1               | 35          | 1           | 3               | 0               | 4                 | 1                 | -          | -          | C3                             | 10                             | 0                              | 52    | 2     |
| 2009-2010             | Paris Saint-Germain   | Ligue 1               | 34          | 3           | 6               | 0               | 1                 | 0                 | -          | -          | -                              | -                              | -                              | 41    | 3     |
| 2010-2011             | Paris Saint-Germain   | Ligue 1               | 24          | 0           | 6               | 0               | 3                 | 0                 | 1          | 0          | C3                             | 10                             | 0                              | 44    | 0     |
| Sous-total            | Sous-total            | Sous-total            | 140         | 5           | 18              | 0               | 13                | 1                 | 1          | 0          | -                              | 20                             | 0                              | 192   | 6     |
| 2011-2012             | AS Saint-Étienne      | Ligue 1               | 35          | 0           | 1               | 0               | 1                 | 0                 | -          | -          | -                              | -                              | -                              | 37    | 0     |
| 2012-2013             | AS Saint-Étienne      | Ligue 1               | 26          | 0           | 2               | 0               | 4                 | 0                 | -          | -          | -                              | -                              | -                              | 32    | 0     |
| 2013-2014             | AS Saint-Étienne      | Ligue 1               | 32          | 0           | -               | -               | -                 | -                 | -          | -          | C3                             | 3                              | 0                              | 35    | 0     |
| 2014-2015             | AS Saint-Étienne      | Ligue 1               | 29          | 1           | 5               | 0               | 2                 | 0                 | -          | -          | C3                             | 7                              | 0                              | 43    | 1     |
| 2015-2016             | AS Saint-Étienne      | Ligue 1               | 27          | 0           | 2               | 0               | 1                 | 0                 | -          | -          | C3                             | 9                              | 0                              | 39    | 0     |
| 2016-2017             | AS Saint-Étienne      | Ligue 1               | 5           | 0           | -               | -               | -                 | -                 | -          | -          | C3                             | 1                              | 0                              | 6     | 0     |
| Sous-total            | Sous-total            | Sous-total            | 154         | 1           | 10              | 0               | 8                 | 0                 | -          | -          | -                              | 20                             | 0                              | 192   | 1     |
| 2017-2018             | AS Nancy-Lorraine     | Ligue 2               | 16          | 0           | -               | -               | 2                 | 0                 | -          | -          | -                              | -                              | -                              | 18    | 0     |
| 2018-2019             | AS Nancy-Lorraine     | Ligue 2               | 13          | 0           | 3               | 0               | 1                 | 0                 | -          | -          | -                              | -                              | -                              | 17    | 0     |
| Sous-total            | Sous-total            | Sous-total            | 29          | 0           | 3               | 0               | 3                 | 0                 | -          | -          | -                              | -                              | -                              | 35    | 0     |
| Total sur la carrière | Total sur la carrière | Total sur la carrière | 377         | 7           | 37              | 0               | 27                | 1                 | 2          | 0          | -                              | 53                             | 0                              | 496   | 8     |

## Palmarès

### Olympique lyonnais
- Champion de France en 2004, 2005 et 2006
- Vainqueur du Trophée des champions en 2005

### Paris Saint Germain
- Vainqueur de la Coupe de la Ligue en 2008
- Vainqueur de la Coupe de France en 2010
- Finaliste de la Coupe de France en 2008 et 2011

### AS Saint Étienne
- Vainqueur de la Coupe de la Ligue en 2013

## Vie privée
Jérémy Clément a un fils, Roméo, né le 28 janvier 2009, une fille, Liséa, née le 10 mai 2014 et un autre garçon, Maël, né le 26 mars 2017